# Louise van Oranje-Nassau (1828-1871)

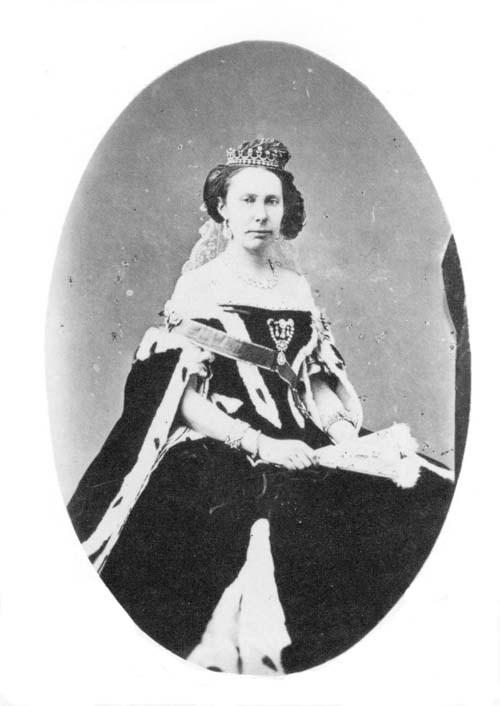
Koningin Louise

Wilhelmina Frederika Alexandrina Anna Louise prinses der Nederlanden, prinses van Oranje-Nassau en door huwelijk koningin van Zweden en Noorwegen (Den Haag, paleis aan het Korte Voorhout, 5 augustus 1828 — Stockholm, koninklijk slot, 30 maart 1871) was de oudste dochter van prins Frederik van Oranje-Nassau en prinses Louise van Pruisen. Zij was vernoemd naar koningin Louise van Pruisen, geboren prinses van Mecklenburg-Strelitz.

## Jeugdjaren
Prinses Louise bracht haar jeugd door in Den Haag en later op Landgoed de Paauw behorende bij Huize De Paauw te Wassenaar. Ze groeide op met haar zus prinses Marie die 13 jaar jonger was. Twee broers waren op jonge leeftijd overleden.

## Huwelijk
In februari 1850 verloofde Louise zich met kroonprins Karel van Zweden. Zij hadden elkaar ontmoet bij een bezoek van Karel aan Nederland in augustus 1849. Het huwelijk volgde op 19 juni 1850 in de aartsbisschoppelijke kerk van Sint-Nicolaas in Stockholm. In Zweden werd ze Lovisa genoemd. Louise en Karel waren erg verschillend en daardoor werd hun verbintenis nooit bijzonder gelukkig. Ze kregen twee kinderen:
- Louise (1851-1926), getrouwd met Frederik VIII van Denemarken
- Karel Oscar (1852-1854).

Door complicaties tijdens de laatste bevalling kon Louise geen kinderen meer krijgen. Hun enige zoon overleed in 1854 aan een longontsteking waardoor Louise en Karel geen mannelijke troonopvolger nalieten en de opvolging overging op Karels broer Oscar. In 1859 werd Louise tot koningin van Zweden gekroond en in 1860 tot koningin van Noorwegen.

## Karakter
Louise was een teruggetrokken persoon. Zij werd omschreven als verlegen en was daardoor niet erg sociaal. Daardoor was zij niet in alle kringen bijzonder populair. Haar "huiselijkheid" werd niet op prijs gesteld. Zelden mengde zij zich in politieke aangelegenheden. Dat werd echter wel gezien als positief en als een goed voorbeeld van hoe een vrouw zich hoorde te gedragen.
Louise was geïnteresseerd in muziek en geschiedenis. Als hobby kleurde zij bijbeltekeningen in. Zij wilde graag een rustig en alledaags leven leiden zonder politieke beslommeringen. Zij gaf niet om officiële verplichtingen maar wilde zorgen voor haar gezin. Wel deed zij veel aan liefdadigheid, zoals in die tijd min of meer verwacht werd van een vrouwelijk lid van het Zweedse koningshuis. Zij was onder andere beschermvrouwe van het Kroonprinses-Louise-Verpleegtehuis voor zieke kinderen (Kronprinsessan Lovisas vårdanstalt för sjuka barn).
Louise nam Zwedens eerste vrouwelijke tandarts aan, Rosalie Fougelberg. Zij werd haar persoonlijke hoftandarts.
Uit een stuk geschreven door haar kamerheer Fritz von Dardel (1857) blijkt dat zij een liefhebbende en begaafde vrouw was. Zij was eerlijk en plichtgetrouw maar miste in haar huwelijk een hoger niveau. Ook omschrijft hij haar als een goede huismoeder die bijna altijd uitsluitend aan haar man dacht en door haar goede karakter een goede invloed op hem had. Door haar grote verlegenheid durfde zij zich niet te mengen in wat hij deed. Zij probeerde alleen zijn liefde te winnen.
Louise's echtgenoot Karel had tijdens hun huwelijk verschillende verhoudingen. Als eerste kreeg hij een relatie met haar hofdame, Josephine Sparre (1852-1860). Zij was erg voorkomend en niet verlegen in tegenstelling tot Louise. Louise was echter tolerant en liet Karel zijn gang gaan. Zij zag toe hoe Josephine haar man overal volgde in de openbaarheid. Ook had Karel relaties met Hanna Styrell (1869-1872) en met Wilhelmine Schröder, voor wie hij een woning kocht.

## Ziekte en overlijden
Louise leed aan aanvallen die mogelijk epileptisch waren. Ze viel regelmatig plotseling flauw waarbij ze zenuw- of krampaanvallen had. Zij stierf aan de gevolgen van een longontsteking die ze op de terugweg van Nederland naar Zweden had opgelopen nadat zij in Nederland de begrafenis van haar moeder had bijgewoond.
Louise is bijgezet in de kerk van Riddarholmen te Stockholm.

## Kwartierstaat
| Willem V van Oranje-Nassau (1748–1806) | Willem V van Oranje-Nassau (1748–1806) | Willem V van Oranje-Nassau (1748–1806) | Willem V van Oranje-Nassau (1748–1806) | Willem V van Oranje-Nassau (1748–1806) | Willem V van Oranje-Nassau (1748–1806) | Wilhelmina van Pruisen (1751-1820)   | Wilhelmina van Pruisen (1751-1820)   | Wilhelmina van Pruisen (1751-1820)   | Wilhelmina van Pruisen (1751-1820)   | Wilhelmina van Pruisen (1751-1820)   | Wilhelmina van Pruisen (1751-1820)   |                                      |                                      | Frederik Willem II van Pruisen (1744-1797) | Frederik Willem II van Pruisen (1744-1797) | Frederik Willem II van Pruisen (1744-1797) | Frederik Willem II van Pruisen (1744-1797) | Frederik Willem II van Pruisen (1744-1797) | Frederik Willem II van Pruisen (1744-1797) | Frederika van Hessen-Darmstadt (1751-1805) | Frederika van Hessen-Darmstadt (1751-1805) | Frederika van Hessen-Darmstadt (1751-1805) | Frederika van Hessen-Darmstadt (1751-1805) | Frederika van Hessen-Darmstadt (1751-1805) | Frederika van Hessen-Darmstadt (1751-1805) |  |  | Frederik Willem II van Pruisen (1744-1797) | Frederik Willem II van Pruisen (1744-1797) | Frederik Willem II van Pruisen (1744-1797) | Frederik Willem II van Pruisen (1744-1797) | Frederik Willem II van Pruisen (1744-1797)  | Frederik Willem II van Pruisen (1744-1797)  | Frederika van Hessen-Darmstadt (1751-1805)  | Frederika van Hessen-Darmstadt (1751-1805)  | Frederika van Hessen-Darmstadt (1751-1805)  | Frederika van Hessen-Darmstadt (1751-1805)  | Frederika van Hessen-Darmstadt (1751-1805) | Frederika van Hessen-Darmstadt (1751-1805) |                                     |                                     | Karel II van Mecklenburg-Strelitz (1741-1816) | Karel II van Mecklenburg-Strelitz (1741-1816) | Karel II van Mecklenburg-Strelitz (1741-1816) | Karel II van Mecklenburg-Strelitz (1741-1816) | Karel II van Mecklenburg-Strelitz (1741-1816) | Karel II van Mecklenburg-Strelitz (1741-1816) | Frederika Caroline Louise van Hessen-Darmstadt (1752–1782) | Frederika Caroline Louise van Hessen-Darmstadt (1752–1782) | Frederika Caroline Louise van Hessen-Darmstadt (1752–1782) | Frederika Caroline Louise van Hessen-Darmstadt (1752–1782) | Frederika Caroline Louise van Hessen-Darmstadt (1752–1782) | Frederika Caroline Louise van Hessen-Darmstadt (1752–1782) |  |  |  |  |  |  |  |  |  |  |  |  |  |  |  |  |  |  |  |  |  |  |  |  |  |  |  |  |  |  |  |  |  |  |  |  |  |  |  |  |  |  |  |  |  |  |  |  |
| Willem V van Oranje-Nassau (1748–1806) | Willem V van Oranje-Nassau (1748–1806) | Willem V van Oranje-Nassau (1748–1806) | Willem V van Oranje-Nassau (1748–1806) | Willem V van Oranje-Nassau (1748–1806) | Willem V van Oranje-Nassau (1748–1806) | Wilhelmina van Pruisen (1751-1820)   | Wilhelmina van Pruisen (1751-1820)   | Wilhelmina van Pruisen (1751-1820)   | Wilhelmina van Pruisen (1751-1820)   | Wilhelmina van Pruisen (1751-1820)   | Wilhelmina van Pruisen (1751-1820)   |                                      |                                      | Frederik Willem II van Pruisen (1744-1797) | Frederik Willem II van Pruisen (1744-1797) | Frederik Willem II van Pruisen (1744-1797) | Frederik Willem II van Pruisen (1744-1797) | Frederik Willem II van Pruisen (1744-1797) | Frederik Willem II van Pruisen (1744-1797) | Frederika van Hessen-Darmstadt (1751-1805) | Frederika van Hessen-Darmstadt (1751-1805) | Frederika van Hessen-Darmstadt (1751-1805) | Frederika van Hessen-Darmstadt (1751-1805) | Frederika van Hessen-Darmstadt (1751-1805) | Frederika van Hessen-Darmstadt (1751-1805) |  |  | Frederik Willem II van Pruisen (1744-1797) | Frederik Willem II van Pruisen (1744-1797) | Frederik Willem II van Pruisen (1744-1797) | Frederik Willem II van Pruisen (1744-1797) | Frederik Willem II van Pruisen (1744-1797)  | Frederik Willem II van Pruisen (1744-1797)  | Frederika van Hessen-Darmstadt (1751-1805)  | Frederika van Hessen-Darmstadt (1751-1805)  | Frederika van Hessen-Darmstadt (1751-1805)  | Frederika van Hessen-Darmstadt (1751-1805)  | Frederika van Hessen-Darmstadt (1751-1805) | Frederika van Hessen-Darmstadt (1751-1805) |                                     |                                     | Karel II van Mecklenburg-Strelitz (1741-1816) | Karel II van Mecklenburg-Strelitz (1741-1816) | Karel II van Mecklenburg-Strelitz (1741-1816) | Karel II van Mecklenburg-Strelitz (1741-1816) | Karel II van Mecklenburg-Strelitz (1741-1816) | Karel II van Mecklenburg-Strelitz (1741-1816) | Frederika Caroline Louise van Hessen-Darmstadt (1752–1782) | Frederika Caroline Louise van Hessen-Darmstadt (1752–1782) | Frederika Caroline Louise van Hessen-Darmstadt (1752–1782) | Frederika Caroline Louise van Hessen-Darmstadt (1752–1782) | Frederika Caroline Louise van Hessen-Darmstadt (1752–1782) | Frederika Caroline Louise van Hessen-Darmstadt (1752–1782) |  |  |  |  |  |  |  |  |  |  |  |  |  |  |  |  |  |  |  |  |  |  |  |  |  |  |  |  |  |  |  |  |  |  |  |  |  |  |  |  |  |  |  |  |  |  |  |  |
|                                        |                                        |                                        |                                        |                                        |                                        |                                      |                                      |                                      |                                      |                                      |                                      |                                      |                                      |                                            |                                            |                                            |                                            |                                            |                                            |                                            |                                            |                                            |                                            |                                            |                                            |  |  |                                            |                                            |                                            |                                            |                                             |                                             |                                             |                                             |                                             |                                             |                                            |                                            |                                     |                                     |                                               |                                               |                                               |                                               |                                               |                                               |                                                            |                                                            |                                                            |                                                            |                                                            |                                                            |  |  |  |  |  |  |  |  |  |  |  |  |  |  |  |  |  |  |  |  |  |  |  |  |  |  |  |  |  |  |  |  |  |  |  |  |  |  |  |  |  |  |  |  |  |  |  |  |
|                                        |                                        |                                        |                                        | Willem I der Nederlanden (1772–1843)   | Willem I der Nederlanden (1772–1843)   | Willem I der Nederlanden (1772–1843) | Willem I der Nederlanden (1772–1843) | Willem I der Nederlanden (1772–1843) | Willem I der Nederlanden (1772–1843) |                                      |                                      |                                      |                                      |                                            |                                            | Wilhelmina van Pruisen (1774-1837)         | Wilhelmina van Pruisen (1774-1837)         | Wilhelmina van Pruisen (1774-1837)         | Wilhelmina van Pruisen (1774-1837)         | Wilhelmina van Pruisen (1774-1837)         | Wilhelmina van Pruisen (1774-1837)         |                                            |                                            |                                            |                                            |  |  |                                            |                                            |                                            |                                            | Frederik Willem III van Pruisen (1770-1840) | Frederik Willem III van Pruisen (1770-1840) | Frederik Willem III van Pruisen (1770-1840) | Frederik Willem III van Pruisen (1770-1840) | Frederik Willem III van Pruisen (1770-1840) | Frederik Willem III van Pruisen (1770-1840) |                                            |                                            |                                     |                                     |                                               |                                               | Louise van Mecklenburg-Strelitz (1776-1810)   | Louise van Mecklenburg-Strelitz (1776-1810)   | Louise van Mecklenburg-Strelitz (1776-1810)   | Louise van Mecklenburg-Strelitz (1776-1810)   | Louise van Mecklenburg-Strelitz (1776-1810)                | Louise van Mecklenburg-Strelitz (1776-1810)                |                                                            |                                                            |                                                            |                                                            |  |  |  |  |  |  |  |  |  |  |  |  |  |  |  |  |  |  |  |  |  |  |  |  |  |  |  |  |  |  |  |  |  |  |  |  |  |  |  |  |  |  |  |  |  |  |  |  |
|                                        |                                        |                                        |                                        | Willem I der Nederlanden (1772–1843)   | Willem I der Nederlanden (1772–1843)   | Willem I der Nederlanden (1772–1843) | Willem I der Nederlanden (1772–1843) | Willem I der Nederlanden (1772–1843) | Willem I der Nederlanden (1772–1843) |                                      |                                      |                                      |                                      |                                            |                                            | Wilhelmina van Pruisen (1774-1837)         | Wilhelmina van Pruisen (1774-1837)         | Wilhelmina van Pruisen (1774-1837)         | Wilhelmina van Pruisen (1774-1837)         | Wilhelmina van Pruisen (1774-1837)         | Wilhelmina van Pruisen (1774-1837)         |                                            |                                            |                                            |                                            |  |  |                                            |                                            |                                            |                                            | Frederik Willem III van Pruisen (1770-1840) | Frederik Willem III van Pruisen (1770-1840) | Frederik Willem III van Pruisen (1770-1840) | Frederik Willem III van Pruisen (1770-1840) | Frederik Willem III van Pruisen (1770-1840) | Frederik Willem III van Pruisen (1770-1840) |                                            |                                            |                                     |                                     |                                               |                                               | Louise van Mecklenburg-Strelitz (1776-1810)   | Louise van Mecklenburg-Strelitz (1776-1810)   | Louise van Mecklenburg-Strelitz (1776-1810)   | Louise van Mecklenburg-Strelitz (1776-1810)   | Louise van Mecklenburg-Strelitz (1776-1810)                | Louise van Mecklenburg-Strelitz (1776-1810)                |                                                            |                                                            |                                                            |                                                            |  |  |  |  |  |  |  |  |  |  |  |  |  |  |  |  |  |  |  |  |  |  |  |  |  |  |  |  |  |  |  |  |  |  |  |  |  |  |  |  |  |  |  |  |  |  |  |  |
|                                        |                                        |                                        |                                        |                                        |                                        |                                      |                                      |                                      |                                      | Frederik der Nederlanden (1797-1881) | Frederik der Nederlanden (1797-1881) | Frederik der Nederlanden (1797-1881) | Frederik der Nederlanden (1797-1881) | Frederik der Nederlanden (1797-1881)       | Frederik der Nederlanden (1797-1881)       |                                            |                                            |                                            |                                            |                                            |                                            |                                            |                                            |                                            |                                            |  |  |                                            |                                            |                                            |                                            |                                             |                                             |                                             |                                             |                                             |                                             | Louise van Pruisen (1808-1870)             | Louise van Pruisen (1808-1870)             | Louise van Pruisen (1808-1870)      | Louise van Pruisen (1808-1870)      | Louise van Pruisen (1808-1870)                | Louise van Pruisen (1808-1870)                |                                               |                                               |                                               |                                               |                                                            |                                                            |                                                            |                                                            |                                                            |                                                            |  |  |  |  |  |  |  |  |  |  |  |  |  |  |  |  |  |  |  |  |  |  |  |  |  |  |  |  |  |  |  |  |  |  |  |  |  |  |  |  |  |  |  |  |  |  |  |  |
|                                        |                                        |                                        |                                        |                                        |                                        |                                      |                                      |                                      |                                      | Frederik der Nederlanden (1797-1881) | Frederik der Nederlanden (1797-1881) | Frederik der Nederlanden (1797-1881) | Frederik der Nederlanden (1797-1881) | Frederik der Nederlanden (1797-1881)       | Frederik der Nederlanden (1797-1881)       |                                            |                                            |                                            |                                            |                                            |                                            |                                            |                                            |                                            |                                            |  |  |                                            |                                            |                                            |                                            |                                             |                                             |                                             |                                             |                                             |                                             | Louise van Pruisen (1808-1870)             | Louise van Pruisen (1808-1870)             | Louise van Pruisen (1808-1870)      | Louise van Pruisen (1808-1870)      | Louise van Pruisen (1808-1870)                | Louise van Pruisen (1808-1870)                |                                               |                                               |                                               |                                               |                                                            |                                                            |                                                            |                                                            |                                                            |                                                            |  |  |  |  |  |  |  |  |  |  |  |  |  |  |  |  |  |  |  |  |  |  |  |  |  |  |  |  |  |  |  |  |  |  |  |  |  |  |  |  |  |  |  |  |  |  |  |  |
|                                        |                                        |                                        |                                        |                                        |                                        |                                      |                                      |                                      |                                      |                                      |                                      |                                      |                                      |                                            |                                            |                                            |                                            |                                            |                                            |                                            |                                            |                                            |                                            |                                            |                                            |  |  |                                            |                                            |                                            |                                            |                                             |                                             |                                             |                                             |                                             |                                             |                                            |                                            |                                     |                                     |                                               |                                               |                                               |                                               |                                               |                                               |                                                            |                                                            |                                                            |                                                            |                                                            |                                                            |  |  |  |  |  |  |  |  |  |  |  |  |  |  |  |  |  |  |  |  |  |  |  |  |  |  |  |  |  |  |  |  |  |  |  |  |  |  |  |  |  |  |  |  |  |  |  |  |
|                                        |                                        |                                        |                                        |                                        |                                        |                                      |                                      |                                      |                                      |                                      |                                      |                                      |                                      |                                            |                                            |                                            |                                            |                                            |                                            |                                            |                                            |                                            |                                            |                                            |                                            |  |  |                                            |                                            |                                            |                                            |                                             |                                             |                                             |                                             |                                             |                                             |                                            |                                            |                                     |                                     |                                               |                                               |                                               |                                               |                                               |                                               |                                                            |                                                            |                                                            |                                                            |                                                            |                                                            |  |  |  |  |  |  |  |  |  |  |  |  |  |  |  |  |  |  |  |  |  |  |  |  |  |  |  |  |  |  |  |  |  |  |  |  |  |  |  |  |  |  |  |  |  |  |  |  |
|                                        |                                        |                                        |                                        |                                        |                                        |                                      |                                      |                                      |                                      |                                      |                                      | Louise van Oranje-Nassau (1828-1871) | Louise van Oranje-Nassau (1828-1871) | Louise van Oranje-Nassau (1828-1871)       | Louise van Oranje-Nassau (1828-1871)       | Louise van Oranje-Nassau (1828-1871)       | Louise van Oranje-Nassau (1828-1871)       |                                            |                                            | Willem van Oranje-Nassau (1833-1834)       | Willem van Oranje-Nassau (1833-1834)       | Willem van Oranje-Nassau (1833-1834)       | Willem van Oranje-Nassau (1833-1834)       | Willem van Oranje-Nassau (1833-1834)       | Willem van Oranje-Nassau (1833-1834)       |  |  | Frederik van Oranje-Nassau (1836-1846)     | Frederik van Oranje-Nassau (1836-1846)     | Frederik van Oranje-Nassau (1836-1846)     | Frederik van Oranje-Nassau (1836-1846)     | Frederik van Oranje-Nassau (1836-1846)      | Frederik van Oranje-Nassau (1836-1846)      |                                             |                                             | Marie van Oranje-Nassau (1841-1910)         | Marie van Oranje-Nassau (1841-1910)         | Marie van Oranje-Nassau (1841-1910)        | Marie van Oranje-Nassau (1841-1910)        | Marie van Oranje-Nassau (1841-1910) | Marie van Oranje-Nassau (1841-1910) |                                               |                                               |                                               |                                               |                                               |                                               |                                                            |                                                            |                                                            |                                                            |                                                            |                                                            |  |  |  |  |  |  |  |  |  |  |  |  |  |  |  |  |  |  |  |  |  |  |  |  |  |  |  |  |  |  |  |  |  |  |  |  |  |  |  |  |  |  |  |  |  |  |  |  |

- Biografisch Portaal: 90462025
- Digitale Bibliotheek voor de Nederlandse Letteren: loui003
- Gemeinsame Normdatei: 1052214061
- International Standard Name Identifier: 0000 0003 8798 8156
- KulturNav: ea67f3e8-70f6-4a80-be71-e95cebe48124
- Nationale Bibliotheek van Polen: a0000003648705
- Nederlandse Thesaurus van Auteursnamen: 212980440
- Istituto Centrale per il Catalogo Unico: MUSV039805
- LIBRIS: 266659
- Virtual International Authority File: 72150868282722071325